# Chahrokh Chah
Pour les articles homonymes, voir Chahrokh (homonymie).
Chahrokh Chah ou Shâhrokh (en persan : شاهرخ / Šâhrox) (né le 12 mars 1734, mort en 1796), est le petit-fils du chah de Perse Nader Chah qui s'était emparé du pouvoir, devenant ainsi le fondateur de la dynastie Afcharide.

## Biographie
Chahrokh s'empara du Khorassan après la mort de son grand-père Nader Chah en 1747 et fit de Machhad la capitale de son royaume, sur lequel il régna de 1748 à 1796.
Quand Karim Khan prit l'Iran, il fit de Chahrokh le gouverneur du Khorassan. Quelques années plus tard, lors d'une révolte, on lui creva les yeux. Il continua cependant à régner sur le Khorassan jusqu'à ce qu'Agha Mohammad Khan prenne le pouvoir. Agha Mohammad Chah conquit le Khorassan en 1796 et fit torturer à mort Chahrokh parce qu'il croyait que celui-ci savait où se cachait le trésor de Nader Chah.